# Gmina Grant (hrabstwo Clinton)

Położenie Gminy Grant w hrabstwie Clinton

Gmina Grant (ang. Grant Township) – gmina w USA, w stanie Iowa, w hrabstwie Clinton. Według danych z 2000 roku gmina miała 287 mieszkańców, a jej powierzchnia wynosi 93,58 km².